# 99070 Strittmatter
99070 Strittmatter è un asteroide della fascia principale. Scoperto nel 2001, presenta un'orbita caratterizzata da un semiasse maggiore pari a 3,2401050 UA e da un'eccentricità di 0,0461419, inclinata di 10,97639° rispetto all'eclittica.
L'asteroide è dedicato all'astronomo statunitense Peter Strittmatter.